# Peter Devine (cầu thủ bóng đá)
Peter Devine (sinh ngày 25 tháng 5 năm 1960) là một cựu cầu thủ bóng đá người Anh thi đấu ở vị trí tiền vệ chạy cánh. Khi thi đấu cho Lancaster City, Devine trở nên nổi tiếng khi đá hỏng quả phạt đền trong trận chung kết HFS Northern Premier League Division One Cup 1991 trước Whitley Bay. Pha hụt này cũng được nhắc đến trong video bóng đá Nick Hancock's Football Nightmares.